# 비와지마 분기점
비와지마 분기점(일본어: 枇杷島分岐点)은 일본 아이치현 기요스시에 위치한 나고야 철도의 분기점이다.

## 위치
히가시비와지마 ~ 니시비와지마・시모오타이 역 구간 쇼나이 강 교량의 북쪽, 나고야 본선과 이누야마선이 분기한다. 역의 구조가 아닌 플랫폼 등의 설비가 없어 모든 열차가 통과한다. 단, 1949년 7월 31일까지 이곳은 비와지마바시역(특급 정차역)이라는 역이어서 해당역 폐지 후에도 운임 계산 상의 부분으로 취급되고 있다. 나고야 본선(본 분기점 서부)과 이누야마 선을 넘어 승차하는 경우의 환승은 히가시비와지마・사코・메이테쓰 나고야 역 중 하나의 역에서 진행되지만 운임은 본 분기점에서 갈아타는 것이라는 거리로 계산되어 이 경우에는 해당 분기점에서 메이테쓰 나고야 역까지 중복 과승 요금이 불필요하다. 특급의 특별 차(메이테쓰의 유료 좌석 지정석 차량의 호칭)간 환승하려면 "환승 뮤 티켓" 제도가 적용된다. 또 별도 승차의 경우 등에는 해당 분기점을 발착하는 승차권류도 나온다.
비와지마바시 역은 당 분기점과 건널목에 끼고 플랫폼의 연장이 되지 않는 입지 조건에 있으며, 또 역과 쇼나이 강 교량 사이에는 40‰의 급경사가 있었다. 그래서 확장 여지가 없는 비와시마바시 역을 폐지하고 그 대체로서 인접하고 휴지 중이던 니시비와지마 역을 부활시켰다. 또한, 시모오타이 역도 500m 비와지마 분기점 쪽으로 이전하였다. 그 후 1958년에 쇼나이 강 교량이 상류 쪽으로 전환할 수 있는 형태가 되었다. 교환되기 전에는 거의 직선의 나고야 본선에 대해서 이누야마 선이 분기하는 형태가 되어 있었지만, 이 배선 변경으로 재개되었다. 후년, 궤도 강화에 의한 제한 속도가 40 km/h에서 50 km/h에 올라 현재에 이르고 있다.

## 인접역
| 나고야 철도 ■ 나고야 본선         | 나고야 철도 ■ 나고야 본선 | 나고야 철도 ■ 나고야 본선                 |
| --------------------------------- | ------------------------- | ----------------------------------------- |
| NH38 히가시비와지마 도요하시 방면 |                           | 니시비와지마 NH39 메이테쓰기후 방면       |
| 나고야 철도 ■ 이누야마선          |                           |                                           |
| NH38 히가시비와지마 도요하시 방면 |                           | 시모오타이 IY01 메이테쓰기후・신카니 방면 |